# 黃鰭大眼非鯽
黃鰭大眼非鯽，為輻鰭魚綱鱸形目隆頭魚亞目慈鯛科的其中一種，分布於非洲坦干伊喀湖流域，為特有種，棲息深度2-10公尺，體長可達20公分，棲息岩石礁坡水域，以浮游生物為食，生活習性不明，可作為觀賞魚。

## 擴展閱讀
維基物種上的相關：黃鰭大眼非鯽